# Reigershof De Haan

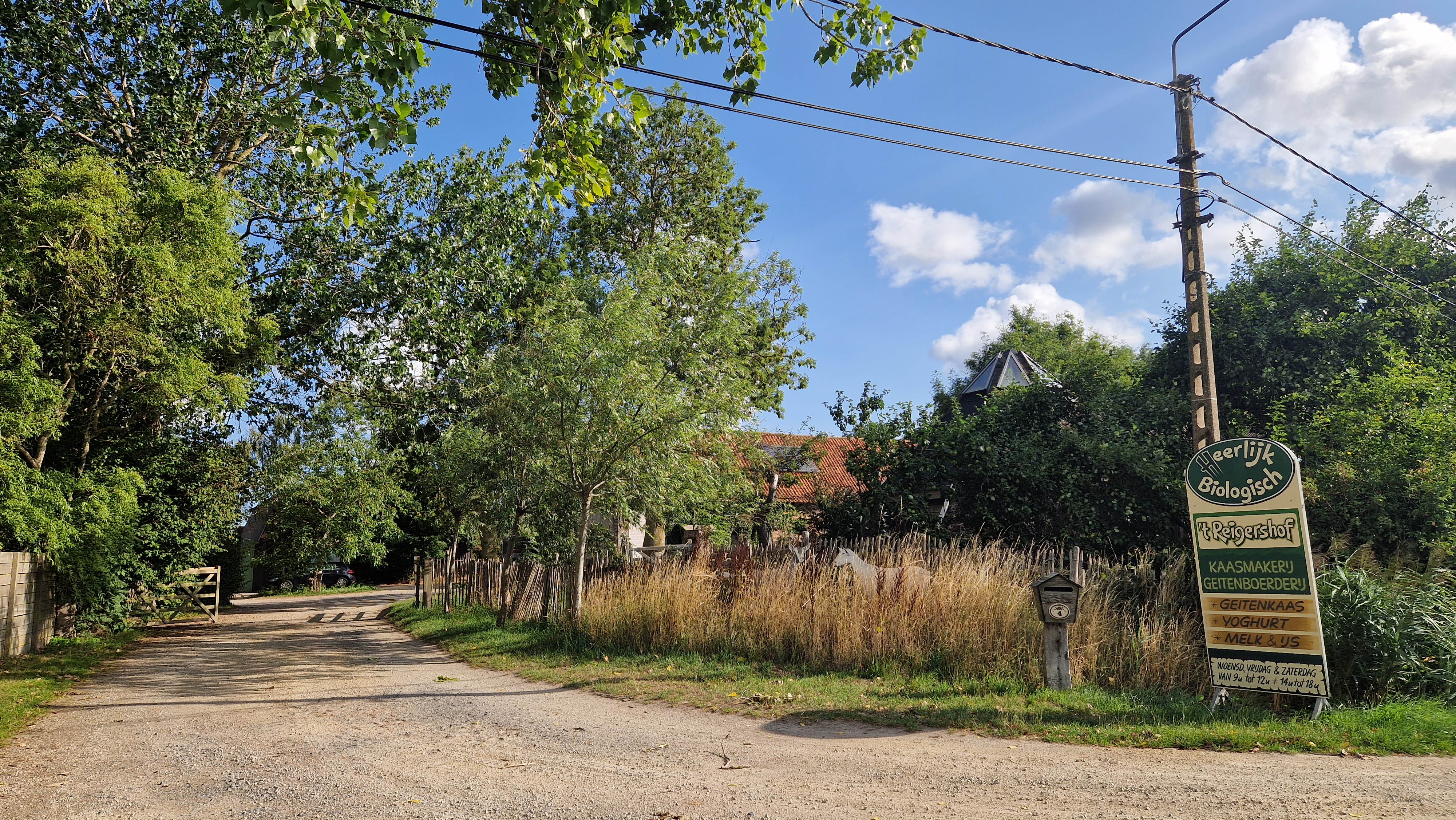
’t Reigershof

’t Reigershof is een biologische geitenboerderij en kaasmakerij in Klemskerke, een deelgemeente van De Haan in West-Vlaanderen. De hoeve werd opgericht in 1987 door Renaat en Katrien Devreese en groeide uit tot een pionier in biologische en later biodynamische landbouw in Vlaanderen. Sinds 2021 werkt de boerderij als coöperatie met nauwe betrokkenheid van klanten en sympathisanten.

## Geschiedenis
In 1987 begonnen Renaat en Katrien Devreese met een kudde van 24 geiten. In 1998 schakelden ze over op biologische landbouw, waarmee ze als eersten in Vlaanderen biologische geitenkaas produceerden. In 2001 kreeg de boerderij te maken met een uitbraak van mond-en-klauwzeer, waarna de kudde opnieuw werd opgebouwd. In 2021 werd ’t Reigershof omgevormd tot een coöperatie.

## Productie en duurzame landbouw
De boerderij telt circa 280 tot 300 melkgevende geiten. De melk wordt dagelijks verwerkt tot ongeveer twintig soorten rauwmelkse kazen, yoghurt en ijs. ’t Reigershof werkt volgens de normen van Biogarantie en de principes van biodynamische landbouw, zonder gebruik van pesticiden, kunstmest of genetisch gemodificeerde organismen. De boerderij streeft naar een gesloten kringloop met eigen veevoederteelt, natuurlijke dierenzorg (waaronder homeopathie), hoornbehoud en aandacht voor biodiversiteit.

## Korte keten en educatie
’t Reigershof hecht belang aan de korte keten en directe consumentenbetrokkenheid. De producten worden verkocht via een hoevewinkel, marktkramen en aan horeca en groothandels. Daarnaast worden er opendeurdagen en rondleidingen georganiseerd en worden klanten betrokken via het coöperatieve model.

## Gebouwen en erfgoedwaarde
De gebouwen van ’t Reigershof dateren uit het derde kwart van de 19e eeuw en zijn opgenomen in de Inventaris van het Bouwkundig Erfgoed. Het gaat om een hoeve met bakstenen zadeldaken, een opkamer met schouw, een boomgaard en andere typerende elementen van het Vlaamse platteland.